# Perimennerella
Perimennerella is een geslacht van uitgestorven kreeftachtigen uit de klasse van de Ostracoda (mosselkreeftjes).

## Soorten
- Perimennerella aspera Wang & Shi, 1982 †
- Perimennerella tuberculata Wang & Shi, 1982 †
- Perimennerella untuberculata Wang & Shi, 1982 †